# Vít Bárta
Vít Bárta, né le 5 décembre 1973, est un homme politique tchèque, membre du parti Affaires publiques (VV).

## Biographie

### Formation et carrière
Il a été formé à l'académie de police de Prague et a obtenu un doctorat en droit à celle de Bratislava. En 1998, il fonde l'agence de sécurité privée ABL.

### Engagement politique
Lors des élections législatives des 28 et 29 mai 2010, il se présente sur la liste des Affaires publiques, dont il dirige alors la campagne. Le 13 juillet suivant, il est nommé ministre des Transports dans le gouvernement de Petr Nečas, un choix jugé surprenant étant donné la corruption généralisée du secteur. Au début du mois d'avril 2011, il est mis en cause dans une affaire de corruption interne au parti et remet sa démission le 8 avril.
Porté, le 12 juillet suivant, à la présidence du groupe parlementaire de VV, après l'entrée de Karolína Peake au gouvernement, il est condamné, le 13 avril 2012, à dix-huit mois de prison avec sursis pour corruption. Il démissionne immédiatement de la présidence du groupe mais décide, après quelques jours de réflexion, de poursuivre sa carrière politique.